# 半島人
半島人，是指在16-17世纪的西班牙原居民。
在西班牙帝國中，他们地位最高，通常情況下擔任殖民地總督、行政官员、教會首長，也擁有大量地產。但在拿破崙戰爭與母國關係斷絕後，各地半島人和克里奧人也開始獨立運動。